# Félix de los Heros
Félix de los Heros (* 21. Januar 1910 in Bilbao; † unbekannt), auch bekannt unter dem Spitznamen Tache, war ein spanischer Fußballspieler, der im Offensivbereich agierte.

## Leben
Tache gewann 1935 mit dem FC Sevilla die Copa del Rey durch einen 3:0-Finalsieg gegen den CE Sabadell.
Infolge des 1936 ausgebrochenen spanischen Bürgerkriegs kam der Fußballbetrieb in Spanien zum Erliegen und Tache nahm an einer Reise teil, die der FC Barcelona im Mai 1937 nach Mexiko unternahm. Wie einige andere Spieler dieser Tournee blieb Tache in Mexiko und spielte fortan für den in Mexiko-Stadt ansässigen Real Club España, mit dem er zweimal die mexikanische Meisterschaft gewann.
Unmittelbar nach dem zweiten Titelgewinn von 1941/42 verschlug es Tache in den mexikanischen Bundesstaat Veracruz, wo er in der Saison 1942/43 in der Industriestadt Orizaba zunächst für Moctezuma (Meisterschaft) und anschließend für A.D.O. (Pokalwettbewerb) spielte. In den Spielzeiten 1943/44 und 1944/45 spielte er in der Hafenstadt Veracruz für die Tiburones Rojos, seiner vermutlich letzten Station als Profifußballspieler.

## Erfolge
- Mexikanischer Meister: 1939/40 und 1941/42
- Spanischer Pokalsieger: 1935